# Loboscelidia cucphuongensis
Loboscelidia cucphuongensis (лат. ) — вид ос-блестянок рода Loboscelidia из подсемейства Loboscelidiinae (Chrysididae). Юго-Восточная Азия: Вьетнам (провинция Ниньбинь, национальный парк Кукфыонг; 20,360° N, 105,599° E).

## Описание
Мелкие осы-блестянки (длина 3,2—4,5 мм). Тело, усики и ноги красновато-коричневое; фланцы ног желтовато-коричневые; лентовидные волоски желто-коричневые. От близких видов отличается следующими признаками: фронтальный киль отчётливый; крыловая жилка R1 менее чем в 0,5 раза длиннее R; Rs менее чем в 3,0 раза длиннее R; Cu+M меньше, чем A. Пронотум, проплеврон и переднее бедро с нормальными волоскамиУсики прикрепляются горизонтально на носовом фронтальном выступе. Голова сзади переходит в шееподобный выступ, покрытый щетинками. Тегулы очень крупные, покрывают основания крыльев. В передних крыльях отсутствуют стигма, костальная и субкостальная жилки. Предположительно, как и другие виды своего рода, паразитоиды, в качестве хозяев используют яйца палочников (Phasmatodea). Вид был впервые описан в 2023 году японскими гименоптерологами Yu Hisasue и Toshiharu Mita (Entomological Laboratory, Университет Кюсю, Фукуока, Япония) и вьетнамским энтомологом Thai-Hong Pham (Mientrung Institute for Scientific Research, Вьетнамская академия наук и технологий (VAST), Хюэ, Вьетнам).